# Nebulosa del Llapis
La nebulosa del llapis o NGC 2736 és part del romanent de supernova de la Vela, situada prop del púlsar de la Vela a la constel·lació de la Vela. La seva forma allargada va donar lloc al nom popular de nebulosa del llapis. Es troba a uns 815 anys llum (250 parsecs) del sistema solar. Es pensa que es formà a partir d'una part de l'ona de xoc del romanent de supernova de la Vela. La nebulosa es mou a aproximadament 644.000 quilòmetres per hora.
Es pot observar a la part oriental de la constel·lació, prop de 5° al SSW de l'estrella Gamma Velorum; la seva tènue nebulositat es confon amb la del cantó sud-oriental de la Nebulosa de Gum i els filaments delicats de la nebulosa de la Vela. La seva declinació moderadament austral comporta que en les regions boreals la seva observació sigui una mica difícil i al nord de 44°N és sempre invisible. En canvi, en l'hemisferi austral és observable durant bona part de l'any. El període millor per a la seva observació del nocturn és entre els mesos de desembre i maig.